# Estelle Winwood
Pour les articles homonymes, voir Winwood.
Estelle Winwood est une actrice anglaise, née le 24 janvier 1883 à Lee (Royaume-Uni), et décédée le 20 juin 1984 à Woodland Hills, près de Los Angeles (États-Unis).

## Filmographie
- 1933 : The House of Trent : Charlotte
- 1937 : Pour un baiser (Quality street), de George Stevens : Mary Willoughby
- 1946 : Blithe Spirit (téléfilm)
- 1955 : La Pantoufle de verre (The Glass Slipper) de Charles Walters : Mrs. Toquet
- 1956 : Le Cygne (The Swan) : Symphorosa
- 1956 : À vingt-trois pas du mystère (23 Paces to Baker Street) : Barmaid
- 1956 : Alfred Hitchcock présente - (série télévisée) saison 1 épisode 25 : There was an Old Woman : Monica Laughton
- 1958 : Alfred Hitchcock présente - (série télévisée) saison 3 épisode 26 : Bull in a China Shop : Miss Hildy-Lou
- 1958 : Le Démon de midi (This Happy Feeling) : Mrs. Early
- 1959 : Alive and Kicking : Mabel
- 1959 : Darby O'Gill et les Farfadets (Darby O'Gill and the Little People) : Sheelah Sugrue
- 1960 : Le Sergent noir (Sergeant Rutledge) : Spectator
- 1960 : Thriller (série télévisée)
- 1961 : Les Désaxés (The Misfits) : Church lady collecting money in bar
- 1962 : L'Épée enchantée (The Magic Sword) : Sybil
- 1962 : L'Inquiétante dame en noir (The Notorious Landlady) : Mrs. Dunhill
- 1962 : Le Cabinet du docteur Caligari (The Cabinet of Caligari) de Roger Kay : Ruth
- 1964 : La Mort frappe trois fois (Dead Ringer) : Dona Anna
- 1966 : Ma sorcière bien-aimée - épisode : Witches and Warlocks Are My Favorite Things -  (tante Enchantra)
- 1967 : Le Diable à trois (Games) de Curtis Harrington : Miss Beattie
- 1967 : Camelot : Lady Clarinda
- 1968 : Les Producteurs (The Producers) : Old Lady
- 1970 : Jenny (en)
- 1972 : Decisions! Decisions! (téléfilm)
- 1976 : Un cadavre au dessert (Murder by Death) : Miss Withers